# Вальдеорна
Вальдеорна (ісп. Valdehorna) — муніципалітет в Іспанії, у складі автономної спільноти Арагон, у провінції Сарагоса. Населення — 35 осіб (2010).
Муніципалітет розташований на відстані близько 210 км на схід від Мадрида, 80 км на південний захід від Сарагоси.

## Демографія
Динаміка населення (INE ):